# Вольферман, Клаус
Клаус Вольферман (нем. Klaus Wolfermann; 31 марта 1946, Альтдорф-бай-Нюрнберг — 18 декабря 2024) — западногерманский метатель копья, олимпийский чемпион 1972 года.

## Биография
Отец Клауса, кузнец по профессии, также был гимнастом и водил сына в спортзал. Клаус Вольферман занимался гимнастикой в TV Altdorf, пока ему не исполнилось 14-15 лет. В этом возрасте он перешёл в команду по гандболу и открыл для себя свой мощный бросок. Во время учёбы на слесаря-инструментальщика Нюрнберге в заводском спортивном клубе он пришёл к метанию копья через пятиборье и десятиборье. Тогда же у него появились первые значительные спортивные амбиции, и Клаус понял, что может заниматься этим профессионально. С 1965 года он обучался в Баварской спортивной академии в Мюнхене. В это время Герман Ридер (1928†2009) стал его тренером по метанию копья. По окончании учёбы он устроился на работу учителем физкультуры в школу и продолжил заниматься метанием.

## Карьера
На Олимпийских играх 1968 года в Мексике он финишировал только 16-м в квалификационном раунде. Согласно его заявлениям, он тщательно готовился к Играм в родной стране в течение следующих четырёх лет.
Соревнования по метанию копья на Олимпиаде 1972 года стали едва ли не самыми напряжёнными в олимпийской истории. В пятом раунде Вольферман опередил Яниса Лусиса из СССР с олимпийским рекордом в броске 90,48 метра. Затем, в шестом и последнем раунде, Лусис не без труда добился 90,46 метра — двухсантиметровое отставание советского прибалта позволило Вольферману одержать победу.
5 мая 1973 года Клаус Вольферман установил новый мировой рекорд в метании копья, побив предыдущий рекорд Лусиса — 93,80 метра с отметкой 94,08 метра. Рекорд Вольфермана держался до 26 июля 1976 года, когда на Летних Олимпийских играх 1976 года в Монреале венгерский атлет Миклош Немет метнул копьё на 94,58 м.
После завершения своей карьеры c 1978 года Вольферман выступал в бобслее и занял второе место в чемпионате Германии в 1979 году в соревнованиях четвёрок с пилотом Георгом Хейблом и четвёртое место в Кубке Европы.
Благодаря своей популярности и достижениям он был признан спортсменом года в Федеративной Республике Германии в 1972 и 1973 годах и лучшим спортсменом Европы в 1972 году. На рубеже веков он также признан немецким метателем копья века. В 2004 году он был одним из факелоносцев, пронесших олимпийский огонь через Мюнхен в преддверии афинской Олимпиады. В 2011 году Клаус Вольферман занесён в Зал славы немецкого спорта.

## Личная жизнь
Клаус был женат с 1967 года, его супругу зовут Фредерика. Имеет дочь. С 2001 года жил в Пенцберге в Верхней Баварии. Он руководил агентством спортивного маркетинга. Также Вольферман являлся послом Специальной Олимпиады — международного сообщества, занимающегося вопросами организации спортивных мероприятий для лиц с умственными отклонениями.
Умер 18 декабря 2024 года в возрасте 78 лет.